# Lina Hidalgo
Lina Maria Hidalgo (Bogotá, 19 de fevereiro de 1991) é uma política e Juíza americana do estado do Texas. Lina foi a primeira mulher e a primeira latina a ser eleita para a posição de Juíza do Condado de Harris, uma posição não-judicial que opera como chefe executiva supervisionando um orçamento de mais de 4 bilhões de dólares.

## Reconhecimento
Em dezembro de 2019, Hidalgo foi nomeada uma das 30 pessoas mais influentes na categoria Lei e Política (Law and Policy) da lista 30 under 30 feita pela revista Forbes, além de ter sido capa da revista Time em janeiro de 2018 por ter sido eleita a Juíza do Condado de Harris, no Texas.